# Grandvilliers, Oise
Grandvilliers är en kommun i departementet Oise i regionen Hauts-de-France i norra Frankrike. Kommunen ligger i kantonen Grandvilliers som tillhör arrondissementet Beauvais. År 2022 hade Grandvilliers 2 761 invånare.

## Befolkningsutveckling
Antalet invånare i kommunen Grandvilliers
| Referens: INSEE |